# Ednilson
Ednilson Pedro Rocha Andrade Mendes (Bissau, 1982. szeptember 25. –) bissau-guineai válogatott labdarúgó, középpályás. Művészneve Ednilson.

## Pályafutása
Ednilson az AS Roma akadémiáján nevelkedett, a felnőtt csapatban egy Serie A-s mérkőzésen lépett pályára. Ednilson ezután az Benficában folytatta, majd a lisszaboniak több kisebb klubnak (Vitória Guimaraes, Gil Vicente) is kölcsönadták. Ezután megfordult még Görögországban, Szerbiában, Cipruson és Grúziában, mígnem 2012-ben szerződtette őt a Vasas SC. A klub színeiben egyetlen egy bajnokin sem játszott.

## Sikerei
FK Partizan:
- Szerb bajnok: 2007-08

## Mérkőzései a bissau-guineai válogatottban
| #  | Dátum              | Ellenfél              | Eredmény | Kiírás              | Esemény                |
| -- | ------------------ | --------------------- | -------- | ------------------- | ---------------------- |
| 1. | 2010. október 9.   | Angola                | 0 – 1    | ANK-selejtező       | Sárga lap · lecserélve |
| 2. | 2010. november 16. | Zöld-foki Köztársaság | 1 – 2    | barátságos mérkőzés | 84'                    |
| 3. | 2011. február 9.   | Gambia                | 1 – 3    | barátságos mérkőzés | lecserélve             |